# Lingua dei segni keniota
La lingua dei segni keniota (KSL, Kenyan Sign Language) è una lingua dei segni sviluppata spontaneamente da bambini sordi in numerose scuole in Kenya.